# Josef Odermatt (Politiker, 1864)
Josef Alois Odermatt (* 15. November 1864 in Buochs; † 14. Mai 1932 ebenda) war ein Schweizer Politiker. Von 1922 bis 1933 gehörte er als Vertreter der Konservativen dem Regierungsrat des Kantons Nidwalden an.

## Leben
Josef Odermatt wurde als drittältester Sohn des Tierarztes Alois Odermatt und der Elisabetha Christen geboren. Er wuchs in Buochs auf und wurde Kaufmann im Gemischtwarenladen, das seine Mutter geführt hatte.
Josef Odermatt stammt aus einer politisch sehr aktiven Familie auf. Sowohl sein Vater wie seine drei Brüder waren in der Nidwaldner Politik tätig. Im Parlament oder als Richter. Und sein gleichnamiger Sohn wurde sogar Nationalrat.
Auf Gemeindestufe stieg Josef Odermatt 1896 für eine Wahlperiode von sechs Jahren als Gemeinderat von Buochs und als Mitglied des Vermittlungsgerichts in die Politik ein. Im Jahr 1908 wurde er für sechs Jahre Mitglied des Armenrats. Im Jahr 1923 wurde Odermatt Kirchenrat.
Auf kantonaler Ebene begann seine politische Karriere erst spät. Im Jahr 1920 wurde Odermatt Ratsherr im Landrat und Ersatzmann im Obergericht. Das Volk wählte ihn an der Landsgemeinde 1922 in den Regierungsrat. In der Nidwaldner Regierung war er Vorsteher des Arbeitsamts und jeweils Vizepräsident des Amts für Verkehrswesen und Gemeinden sowie Mitglied der Staatswirtschaftskommission. Wegen seiner angeschlagenen Gesundheit gab Odermatt im Jahr 1931 alle politischen Ämter auf.
Josef Odermatt heiratete am 21. Mai 1886 in Buochs Christina Zimmemann. Aus dieser Ehe stammen zwei Kinder (je ein Sohn und eine Tochter). Sein Sohn wurde Nationalrat. Josef Odermatt liebte auch das gesellige Leben. Er war Tenorsänger sowohl im Männerchor wie auch im gemischten Chor und spielte Theater. Und er war Präsident der Sektion Titlis im SAC und ein leidenschaftlicher Alpinist.

## Quelle
- Neues Stammbuch. Band IV, Odermatt, 602 (259).